# Campeonato mundial A de hockey patines masculino de 1984
El XXVI Campeonato mundial de hockey sobre patines masculino se celebró en Novara, Italia, entre el 14 de septiembre y el 22 de septiembre de 1984. Fue la primera edición a partir de la cual el campeonato mundial se dividió en dos niveles (A y B). 
En el torneo participaron las selecciones de hockey de 10 países, incluidos en un único grupo. Los 3 últimos descendieron al nivel B.
El vencedor del torneo, disputado por el método de liguilla fue la selección de Argentina. La segunda plaza fue para la selección de Italia y la medalla de Bronce para la selección de Portugal.

## Equipos participantes
10 selecciones nacionales participaron del torneo, de los cuales 6 equipos eran de Europa y 4 eran de América.
|                     |
| Alemania Occidental |
| Argentina           |
| Brasil              |
| Chile               |
| España              |
| Países Bajos        |
| Italia              |
| Portugal            |
| Suiza               |
| Estados Unidos      |

## Torneo
| Equipo              | Pts | PJ | PG | PE | PP | GF | GC | DG  |
| ------------------- | --- | -- | -- | -- | -- | -- | -- | --- |
| Argentina           | 18  | 9  | 9  | 0  | 0  | 33 | 14 | +19 |
| Italia              | 15  | 9  | 7  | 1  | 1  | 42 | 17 | +25 |
| Portugal            | 12  | 9  | 6  | 0  | 3  | 44 | 31 | +13 |
| España              | 11  | 9  | 5  | 1  | 3  | 42 | 16 | +26 |
| Brasil              | 8   | 9  | 4  | 0  | 5  | 25 | 26 | -1  |
| Estados Unidos      | 8   | 9  | 3  | 2  | 4  | 32 | 30 | +2  |
| Chile               | 6   | 9  | 2  | 2  | 5  | 33 | 48 | -15 |
| Países Bajos        | 4   | 9  | 1  | 2  | 6  | 15 | 27 | -12 |
| Suiza               | 4   | 9  | 1  | 2  | 6  | 21 | 57 | -36 |
| Alemania Occidental | 4   | 9  | 2  | 0  | 7  | 24 | 45 | -21 |

- Resultados

| Fecha    | Partido             | Partido | Partido             | Resultado |
| -------- | ------------------- | ------- | ------------------- | --------- |
| 14.09.84 | Suiza               | -       | Portugal            | 3-7       |
| 14.09.84 | Chile               | -       | Brasil              | 4-5       |
| 14.09.84 | España              | -       | Estados Unidos      | 2-3       |
| 14.09.84 | Argentina           | -       | Alemania Occidental | 7-2       |
| 14.09.84 | Italia              | -       | Países Bajos        | 3-1       |
| 15.09.84 | Países Bajos        | -       | Alemania Occidental | 6-2       |
| 15.09.84 | Portugal            | -       | Chile               | 10-4      |
| 15.09.84 | España              | -       | Brasil              | 8-1       |
| 15.09.84 | Italia              | -       | Suiza               | 10-0      |
| 15.09.84 | Argentina           | -       | Estados Unidos'     | 3-2       |
| 16.09.84 | Chile               | -       | Suiza               | 3-3       |
| 16.09.84 | Países Bajos        | -       | Estados Unidos      | 2-2       |
| 16.09.84 | Argentina           | -       | Brasil              | 3-0       |
| 16.09.84 | Italia              | -       | Alemania Occidental | 6-2       |
| 16.09.84 | España              | -       | Portugal            | 3-0       |
| 17.09.84 | Estados Unidos      | -       | Alemania Occidental | 3-1       |
| 17.09.84 | Brasil              | -       | Países Bajos        | 3-0       |
| 17.09.84 | Suiza               | -       | España              | 2-8       |
| 17.09.84 | Italia              | -       | Chile               | 10-4      |
| 17.09.84 | Portugal            | -       | Argentina           | 3-4       |
| 18.09.84 | Alemania Occidental | -       | Brasil              | 2-2       |
| 18.09.84 | Argentina           | -       | Suiza               | 7-2       |
| 18.09.84 | Portugal            | -       | Países Bajos        | 4-2       |
| 18.09.84 | Italia              | -       | Estados Unidos      | 5-3       |
| 18.09.84 | España              | -       | Chile               | 2-5       |
| 19.09.84 | Suiza               | -       | Países Bajos        | 1-1       |
| 19.09.84 | Brasil              | -       | Estados Unidos      | 2-1       |
| 19.09.84 | Chile               | -       | Argentina           | 2-3       |
| 19.09.84 | Portugal            | -       | Alemania Occidental | 5-3       |
| 19.09.84 | Italia              | -       | España              | 0-0       |
| 20.09.84 | Alemania Occidental | -       | Suiza               | 3-5       |
| 20.09.84 | Estados Unidos      | -       | Portugal            | 4-7       |
| 20.09.84 | Países Bajos        | -       | Chile               | 3-4       |
| 20.09.84 | Italia              | -       | Brasil              | 2-1       |
| 20.09.84 | España              | -       | Argentina           | 2-3       |
| 21.09.84 | Chile               | -       | Alemania Occidental | 2-7       |
| 21.09.84 | Suiza               | -       | Estados Unidos      | 3-9       |
| 21.09.84 | España              | -       | Países Bajos        | 7-0       |
| 21.09.84 | Italia              | -       | Argentina           | 1-2       |
| 21.09.84 | Portugal            | -       | Brasil              | 4-3       |
| 22.09.84 | Alemania Occidental | -       | España              | 2-10      |
| 22.09.84 | Estados Unidos      | -       | Chile               | 5-5       |
| 22.09.84 | Brasil              | -       | Suiza               | 9-2       |
| 22.09.84 | Países Bajos        | -       | Argentina           | 0-1       |
| 22.09.84 | Italia              | -       | Portugal            | 5-4       |

## Clasificación final
| 1. Argentina            |
| 2. Italia               |
| 3. Portugal             |
| 4. España               |
| 5. Brasil               |
| 6. Estados Unidos       |
| 7. Chile                |
| 8. Países Bajos         |
| 9. Suiza                |
| 10. Alemania Occidental |

## Premios individuales

### Máximos goleadores
| Jugador    | Selección      | Goles |
| ---------- | -------------- | ----- |
| Bernardini | Italia         | 16    |
| Pauls      | España         | 16    |
| Trussell   | Estados Unidos | 16    |

### Portero menos goleado
Hidalgo 14 goles

### Mejor jugador
Martinazzo 14 goles